# 圧倒的遊戯 ムゲンソウルズ
『圧倒的遊戯 ムゲンソウルズ』（あっとうてきゆうぎムゲンソウルズ）は、コンパイルハートから発売されたRPG。株式会社ジークレストが開発協力している。2012年3月22日にPlayStation 3版が、2023年11月2日にNintendo Switch版が発売された。
海外では日本一ソフトウェアの米国法人NIS America,Inc.が発売元となり、2012年9月28日にPlayStation 3欧州版、2012年10月17日にPlayStation 3北米版が発売された。

## 概要
新稲船敬二を名乗る人物がプロデュースを手掛けるコンパイルハートの新作RPG。キャラクターデザインをナナメダケイ、お色気CGを平野克幸、音楽を佐藤天平が担当している。また、Ryojiと稲船敬二がゲストキャラクターデザインとして参加している他、汎用キャラクターとしてジークレストが運営しているアットゲームズのセルフィが使用でき、そのためにセルフィのデザインを手がけた原田たけひともクレジットされている。
唯一神を自称する主人公の少女・シュシュとその愉快な仲間たちの旅を描く。圧倒的ハチャメチャRPGと銘打たれているように、兆すら超えるダメージを叩きこめるバトルシステムや拠点同士を戦わせる要塞戦が特徴。また、下僕がゲーム全体のキーワードとなっており、ゲームのシステム全般に関わってくる重要な存在となっている。プレイヤーはシュシュを操作し、特定のコマンドを使って敵を"萌え殺す"ことで下僕を集め、集めた下僕を使って要塞戦の攻略などに用いてゲームを進めていく。プレイヤーはそれぞれ文化や風習が異なる7つの世界を巡り、下僕を増やして全世界の制覇を目指すこととなる。
シュシュ、アルティス、シャンプルのねんどろいどぷちとダンスムービーなどの映像が封入された特典DVDが付属した限定版が通常版とは別に発売された。また、本作の楽曲を収めたサントラも3月28日に発売されている。続編である『圧倒的遊戯 ムゲンソウルズZ』が2013年4月25日に発売された。

## ストーリー
宇宙で目覚めた記憶の無い少女シュシュは目の前の七つの光に興味を抱く。
そこに偶然現れた元・悪魔の天使アルティスはシュシュのことを訝しがりながらも、それが七色に光り輝く小さな宇宙の集まり、七曜界であることを告げる。
七曜界を気に入ったシュシュはその全てを自分の物とするべく、またもや偶然にその場に現れた少年リュートを下僕にし、戦艦・Gキャッスルを手に入れる。
こうして自称絶対神・返り咲きを狙う元悪魔・下僕第1号の3人は世界征服に乗り出すのであった。

## 登場人物

### シュシュ一行
Gキャッスルを拠点に世界を旅するシュシュとその下僕たち。
シュシュ・インフィニット
声 - 田村ゆかり
本作の主人公。クラスは絶対神。
自らを絶対神と自称して憚らない自信家でお転婆な少女。わがままかつ短気でめんどくさがりな性格だが、芯の部分は純真無垢で心優しい。七曜界の征服も不純な動機からではなく「（七曜界が）キレイだったから」という理由で始めている。過去の記憶を失っているため、少々世間知らずなところがあり、信じやすく騙されやすい。長いリボンと巨大なアホ毛がチャームポイント。ちなみに、好きなものは温泉。
自分に見とれた者を下僕にする下僕転生と様々な性格の姿に変身することが出来る性格変化という能力を持つ。戦闘では、シュシュのみが自分に萌えた敵を下僕化させる萌え殺しと集めた下僕たちをぶつける必殺技の下僕玉を使用することが可能であり、ゲームの攻略上重要な存在。
ツンデレ
声 - 庄子裕衣
シュシュがツンデレな性格に変身した姿。外見もツリ目やツインテール、絶対領域など典型的なツンデレキャラ。
意地っ張りで素直さの欠片もないひねくれ者だが、根は努力家で寂しがり屋。
天然
声 - やなせなつみ
シュシュが天然な性格に変身した姿。
マイペースでほんわかとした性格の持ち主。そのあまりのマイペースっぷりから会話を成立させることが難しいが、一緒にいると癒される癒し系。
元気
声 - 稲村優奈
シュシュが元気な性格に変身した姿。
とにかく元気いっぱいで無邪気な性格をしており、じっとしているのが何より苦手。変身したシュシュの中では最も小柄だが、無尽蔵のスタミナを誇る。
寡黙
声 - 庄子裕衣
シュシュが寡黙な性格に変身した姿。
自分から話すことを嫌っており、滅多なことでは口を開かない寡黙を通りこして無口な人物。強烈な毒舌家でもあり、仲間内からは恐れられている。
発売前に電撃オンライン上で行われたシュシュ最萌トーナメントでは見事一位を獲得した。
ドS
声 - やなせなつみ
シュシュがドSな性格に変身した姿。
変身したシュシュの中では最も大人びた容姿をしており、常に余裕たっぷりで妖艶な口調で話す。好戦的な性格であり、人を「いぢめる」ことを何よりも好む。ちなみに大の甘党。
ドM
声 - 遠藤綾
シュシュがドMな性格に変身した姿。
臆病でネガティブな性格。ドSの時とは打って変わって人から「いぢめられる」ことを何よりも好んでおり、優しくすると逆に拗ねてしまうほど。
清楚
声 - 遠藤綾
シュシュが清楚な性格に変身した姿。
おしとやかで物静かな大和撫子で、シュシュの中では最も常識人。反面、他のシュシュたちに比べて没個性な自分の性格のことを悩んでいる。
アルティス
声 - 早見沙織
元悪魔の大天使。クラスは大天使。
ハイテンションかつマイペースな性格で、悪事やいたずらを何よりも好む悪魔の見本のような人物…のはずだったが、持ち前の薄幸さとドジっ娘属性のために悪事と思って行ったことが善行へとつながり、天使として転生してしまった少女。もっとも本人はくじけておらず、虎視眈々と悪魔に返り咲く機会を狙っている。
少々Sっ気があり、時折仲間たちを口でからかって楽しんでいる。
ひょんなことからシュシュと出会い、世界征服という大悪事をなすことで再び悪魔へと転生することを目論み、同行することとなる。
リュート
声 - 平田宏美
シュシュの下僕第1号の少年。クラスはシュシュの下僕。
シュシュたちが拠点としている宇宙艦Gキャッスルの持ち主であり、宇宙へ冒険に出たところをシュシュと出会い、下僕にされてしまった上にGキャッスルを取り上げられてしまった哀れな少年。
主に対して従順であり、いいように扱われていることも多いが、シュシュに一目惚れしているためあまり苦には思っていない。破天荒な一行の中では数少ない常識人かつ苦労人。
シャンプル
声 - 加藤英美里
シュシュの下僕転生によって彼女の下僕となった者の姿。クラスは下僕。
兎のような外見が特徴だが、力の強さによってはその姿形は異なる。時に下僕玉としてぶつけられ、時に要塞戦における弾丸やシールドとして使われるなど、シュシュからはこきつかわれているが、彼女に心底惚れているので全く気にしていない。
ちなみに体はせっけんのような物で出来ており、実際にせっけんとして使用することが可能。

### 勇者と魔王
七曜界の各世界にそれぞれ一人ずつ存在する個性豊かな勇者と魔王たち。
ソゥル・スカイハート
声 - 間島淳司
剣と魔法のファンタジーの世界である日曜界の勇者。クラスは120%勇者。
自らが勇者であることに誇りを持ち、普段からそれっぽい言動を取る青年。性格は冷静沈着。
パーティメンバーの女性を水着にして連れ回すことが趣味であり、シャンディはその被害をしょっちゅう受けている。そのため、日曜界の住人からの人望は薄いものの、その実力は本物であり、強力な剣技と魔法を自在に使いこなす。
シャンディ・サンシャイン
声 - 櫻井浩美
ソゥルと共に旅をしている日曜界のお姫様。クラスは悲劇のお姫様。
少し前までモンスターにとらわれていたところをソゥルに助けられ、それ以降も城に帰ることを許してもらえず無理矢理彼の旅に同行させられている不幸な少女。
上品かつ清楚で従順な性格であり、典型的な箱入り娘。しかし、その本性は生粋のドMであり、ドSシュシュにいじめられたことをきっかけに彼女のことをお姉様と慕うようになる。
十六夜 月香（いざよい つきか）
声 - 浅倉杏美
黄昏に満ちた純和風の世界である月曜界の勇者。クラスは巫女勇者。
内気で引っ込み思案な性格と華奢な外見とは裏腹に、巨大な岩を軽々と持ち上げることが出来る怪力の持ち主。本業は巫女であり、勇者らしいことはあまりしていない。かなりの貧乏。
月曜界の魔王である白銀のことは内心尊敬しているものの、本人を前にすると極度の緊張からテンパってしまい、吹っ飛ばしてしまうことが何度もあったため、彼からは忌避されている。
白銀（しろがね）
声 - 津田健次郎
月曜界の魔王。クラスはおっさん魔王。
いかつい外見と粗暴な言動とは裏腹に、面倒見がよく男気にあふれた傾奇者。29歳。
本人も魔王らしいことはせずに国中を遊び歩く生活を続けていたが、月香と出会い、彼女が自らの命を狙う刺客だと思い込んで逃亡生活を続けている。
要塞「白銀城」の持ち主だが、魔王になって以来使用したことが一度もない。
エルカ
声 - 泰勇気
燃え盛る灼熱の世界である火曜界の勇者。クラスはナルシスト勇者。
自らのことを美しいと信じて疑わない悪魔の青年。
度を越したナルシストであり、女性であれば誰であろうと口説きにかかる困った人物。当然、アレスに対しても熱烈なアプローチを続けているが、全く相手にされていない。
要塞「ケルベロス」の持ち主であり、優れた操艦テクニックを誇る。
アレス・レーヴァンティン
声 - 沼倉愛美
火曜界の魔王。クラスはアイドル魔王。
可憐な外見と明るい性格から、火曜界でアイドル的な人気を誇る少女。
目立ちがり屋な性格の少女。魔王をしているのも目立ちたい一心からであり、そのため自分の人気が衰えてしまうことを何よりも危惧し、不安に思っている。精神的にも肉体的にも打たれ弱い部分を持つ。自らとキャラが被っているシュシュのことを一方的にライバル視し、何かと彼女と張り合うようになる。
マリナ・カナンベール
声 - 長谷川明子
氷と雪に覆われた世界である水曜界の勇者。クラスはドジっ娘探検家。
勇者としての活動よりも、各地の遺跡探検を生業としている少女。
明るく朗らかな性格をしており、数少ない常識人。しかし、極度のドジっ娘属性を持つため、新しい魔法の実験に失敗して周囲に被害を及ぼすこともしばしば。また、大の方向音痴でもある。
キャラクターデザインはRyojiが担当している。
ウェルシュ・ココット
声 - 石原夏織
大自然に覆われた世界である木曜界の勇者。クラスは新米ゆーしゃ。
双子の妹であり、シャルルは姉にあたる。一人称はボク。
元気いっぱいで素直な性格の持ち主。まだまだ勇者になったばかりで力は未熟だが、早く一人前になるためにシャルルと共に特訓を続けている。
なお、声を担当した石原夏織はダンスムービーでのアルティスのモーションアクターを担当しているだけでなく、本作のテーマソングである『圧倒的な GO!!』の歌も担当している。
シャルル・ココット
声 - 小倉唯
木曜界の魔王。クラスは新米まおう。
ウェルシュの姉。一人称は我。
快活なウェルシュと異なり、ぶっきらぼうで物静かな性格の持ち主。形から入るタイプであり、魔王っぽさを出すために口調を以前から変えている。ウェルシュ同様魔王になったばかりなので未熟。
なお、声を担当した小倉唯はダンスムービーでのシュシュのモーションアクターを担当しているだけでなく、本作のテーマソングである『圧倒的な GO!!』の歌も担当している。
ディース・ヴァンガード
声 - 原由実
機械に管理された近未来風の世界である金曜界の勇者。クラスは汎用人型決戦兵器。
見た目は可憐な少女だが、その正体は金曜界の技術が結集した超高性能ロボット。
世界の危機を救うために努力している勇者らしい勇者。性格はキツメだが、世話好きな一面を持ち、子供たちからは懐かれている。
全勇者&魔王の中でも最高のプロポーションを誇る。

### ライバル
シュシュたちの前に度々立ちはだかる謎の少女とその一行。
ベルリオーズ
声 - 斎藤千和
シュシュたちの行く先々に現れる謎の少女。クラスは不明。
ミステリアスな外見とは裏腹に天然で大人しい性格。その思考や口調は独特。
シュシュ同様にあらゆるモノを下僕化することができ、ある目的があって下僕を集めて回っている。シュシュたちに下僕を集められると困るという理由で彼女たちの邪魔をしてくるが、妨害作戦が失敗しておろおろすることもしばしば。
はぐれシャンプル
ベルリオーズに付き従う彼女の下僕。クラスはベルリオーズの下僕。
基本的な性格等はシュシュのシャンプルと同様だが、黒い体色と悪そうな外見をしている点で異なる。
同じ下僕同士で感じあうものがあるのか、なぜかリュートやシャンプルたちとは意思疎通が可能。なお、「はぐれ」はあくまでシュシュが勝手に呼んでいるだけにすぎない。
ウォルギス
声 - 伊藤健太郎
本作の最終ボス。ベルリオーズの父親である破壊神。真のエンディングでシュシュとベルリオーズに下僕となってしまう。

## 主題歌
オープニングテーマ
「圧倒的な GO!!」
作詞 - IzaZ  / 作曲・編曲 - OTOKAM / 歌 - ゆいかおり

## 関連商品

### 書籍
圧倒的遊戯ムゲンソウルズ ザ・コンプリートガイド
発行：アスキーメディアワークス 編集：電撃プレイステーション編集部 ISBN 978-4048865821
圧倒的遊戯 ムゲンソウルズ 〜ウォルギスのヤバイ財宝〜
発行：エンターブレイン 編集：一二三書房 ISBN 978-4891991937
圧倒的遊戯ムゲンソウルズ&ムゲンソウルズZ 公式アートブック
発行：エンターブレイン 編集：一二三書房 ISBN 978-4891991975